# Étienne Min Kuk-ka
Pour les articles homonymes, voir Saint Étienne et Min.
Étienne Min Kuk-ka ou Min Kŭk-ka (en coréen 민극가 스테파노) est un copiste et catéchiste laïc chrétien coréen, martyr et saint, né en 1788 dans le Gyeonggi en Corée, mort étranglé le 20 janvier 1840 à Séoul.
Reconnu martyr et béatifié en 1925 par le pape Pie XI, il est solennellement canonisé à Séoul par Jean-Paul II le 6 mai 1984 avec 102 autres martyrs de Corée. 
Saint Étienne Min Kuk-ka est fêté le 20 janvier et le 20 septembre.

## Biographie
Étienne Min Kuk-ka naît dans la province du Gyeonggi, en Corée, en 1788. Il est d'une famille noble, non catholique. Sa mère meurt lorsqu'il est encore jeune.
Il est baptisé en même temps que son père et ses frères. Il observe ensuite fidèlement la religion catholique. Il se marie avec une femme catholique, mais qui meurt peu après le mariage. Il ne veut d'abord pas se remarier. Il cède finalement aux pressions de son entourage, et épouse une autre catholique. Celle-ci meurt quelques années plus tard, lui laissant une fille qui meurt peu après.
Étienne Min est copiste de profession, recopiant des livres à la main. Très pieux, il parle du christianisme et convertit des non catholiques par son exemple comme par son enseignement. Lorsqu'il est nommé officiellement catéchiste, il passe plus de temps pour enseigner la foi et convertir les non catholiques.
Il est arrêté vers la fin de la période des persécutions. Soumis à la torture par torsion et par piqûres, violemment incité à renier sa foi, il choisit au contraire de persévérer et affirme qu'il continuera à témoigner. Il est alors battu plus sévèrement encore, notamment 40 fois avec un grand bâton.
En prison, il passe ses journées à essayer de convaincre les apostats à renouer avec la foi et à en témoigner de nouveau. De nouveau traduit devant le tribunal, il est frappé de trente coups supplémentaires. 
Étienne Min Kuk-ka meurt étranglé dans sa prison à Séoul le 20 janvier 1840 ou le 30 janvier.

## Canonisation
Étienne Min Kuk-ka est reconnu martyr par décret du Saint-Siège le 9 mai 1925 et ainsi proclamé vénérable. Il est béatifié (proclamé bienheureux) le 5 juillet suivant par le pape Pie XI.
Il est canonisé (proclamé saint) par le pape Jean-Paul II le 6 mai 1984 à Séoul en même temps que 102 autres martyrs de Corée. 
Saint Étienne Min Kuk-ka est fêté le 20 janvier,, jour anniversaire de sa mort, et le 20 septembre, qui est la date commune de célébration des martyrs de Corée.